# Doctor Who: la película
Doctor Who: la película es una película para televisión basada en la serie británica de ciencia ficción Doctor Who estrenada en 1996. Se desarrolló como una coproducción entre Universal Television, BBC Television, BBC Worldwide y la cadena americana FOX. Se estrenó el 12 de mayo de 1996 en CITV en Canadá, 15 días antes de su estreno en Reino Unido en BBC One, y dos días antes de estrenarse en los Estados Unidos en FOX.
La película fue el primer intento de revivir Doctor Who, que había sido cancelada en 1989. Funcionó como un episodio piloto para una hipotética nueva serie de televisión que se produciría en América, y presentaba a Paul McGann como el Octavo Doctor en su única aparición televisiva en el personaje. Aunque la audiencia en el Reino Unido fue un éxito, no tuvo el mismo éxito en la televisión americana, y no se desarrolló ninguna serie. Hubo que esperar a 2005 para que la serie volviera a televisión.
Aunque la película fue producida por un equipo totalmente diferente al de la serie de 1963-1989, y se pensó para el público americano, los productores decidieron no producir un reboot de la serie, sino una continuación de la historia original. La película se rodó en Vancouver, British Columbia, hasta la fecha es la única producción de Doctor Who rodada en Canadá.

## Argumento
En la apertura de la película se cuenta que El Amo ha sido juzgado en Skaro y declarado culpable de una "lista de diabólicos crímenes", y su sentencia de muerte ha sido ejecutada por los Daleks. Su último deseo fue que sus restos fueran devueltos a Gallifrey por su archienemigo, el Doctor, actualmente en su séptima encarnación.
Durante el viaje de vuelta a Gallifrey en la TARDIS del Doctor, el vehículo se estremece, haciendo que la urna con los restos del Amo se quiebre, y escapando una masa viviente de él. La masa se introduce en los controles de la TARDIS y fuerza un aterrizaje de emergencia en Chinatown, en San Francisco, la víspera de la Nochevieja de 1999. Mientras el Doctor sale de la TARDIS, es disparado por una banda que están persiguiendo a Chang Lee, un joven chino-americano. Lee llama una ambulancia, y el Doctor es llevado a un hospital cercano. Los cirujanos descubren en las radiografías que el Doctor tiene dos corazones, pero suponen que se trata de una doble exposición de la máquina. Mientras la doctora Grace Holloway empieza a operar para implantar una sonda cardiaca, el Doctor se despierta y le dice que necesita un reloj atómico de berilio, y después se desploma, aparentemente muerto y con encefalograma plano. La doctora Holloway le declara muerto y se llevan su cuerpo a la morgue. Lee roba las posesiones del Doctor, incluyendo la llave de la TARDIS, y huye. Mientras tanto, la masa, que había entrado de polizona en la ambulancia, ataca y posee el cuerpo del conductor de la misma, Bruce. Cuando la mujer de Bruce remarca su extraño comportamiento, el Amo, ahora en control de su cuerpo, la asesina.
Más tarde, el Doctor se regenera en un nuevo cuerpo, y abandona la morgue en estado de confusión, tomando prestadas prendas de ropa que pertenecían a una fiesta de disfraces de Nochevieja. Sigue a la doctora Holloway cuando abandona el hospital, y la convence de que es el mismo hombre al que operó antes. Ella, que había dimitido después de que el hospital ocultara la presencia del Doctor allí, se lleva al Doctor a casa, y mientras tanto Lee ha vuelto a la TARDIS con la llave, entrando en la máquina del tiempo. El Amo llega poco después y le dice que el Doctor le quitó la llave, así como su cuerpo, y que quiere recuperarlos. Le convence para que abra el Ojo de la Armonía gracias a su patrón de retina humana. El Doctor recupera la memoria, e intenta cerrar los ojos para que el Amo no pueda ver a través de ellos, ya que así podría hacerse con su cuerpo. También avisa a la doctora Holloway de que si no se cierra el Ojo antes de la medianoche, el planeta entero sería absorbido por él, y que para cerrarlo necesita un reloj atómico. La doctora al principio no le cree, pero se convence de que la realidad se está derrumbando cuando el Doctor pasa a través del cristal de la ventana sin romperlo, y decide ayudarle a conseguir el reloj atómico del Instituto de Investigación y Desarrollo Tecnológico de San Francisco...

## Continuidad

### El Doctor
- Esta película es la primera aparición de Paul McGann como el Doctor emitida en televisión. Sin embargo, tiene un impacto significativo en la mitología de Doctor Who, con una longeva línea de novelas del Octavo Doctor, tiras cómicas y dramas de audio que dura varios años, incluso más allá de la nueva serie de 2005. El Octavo Doctor también ha aparecido en una serie de radioteatros de BBC7 desde 2007.
- El Séptimo Doctor lleva una vestimenta diferente a la que llevó en su periodo en la serie entre 1987 y 1989. Se han ido los signos de interrogación, el jersey y el paraguas. El vestuario incluyó el sombrero original, que en la realidad era propiedad de Sylvester McCoy.
- Cuando está rellenando a su pesar el formulario de tratamiento médico de emergencia, Chang Lee (que acababa de conocer al Séptimo Doctor inconsciente hace unos minutos y no sabía quién era) escribe que su nombre es "John Smith", un alias recurrente que le dio por primera vez Jamie McCrimmon al Segundo Doctor en The Wheel in Space.[2]
- El diálogo confirma que el Séptimo Doctor "muere" a las 22:03 del 30 de diciembre de 1999, y la regeneración ocurre en las primeras horas del 31 de diciembre. La posición de las manecillas de los relojes sugieren que la regeneración ocurre en algún momento entre la 1:00 y la 1:15 de la madrugada. Aunque el Doctor nunca se ha regenerado en la serie clásica dos veces de la misma forma (las regeneraciones a partir del Noveno Doctor han seguido todas el mismo esquema), lo que hace particularmente rara a esta es que, a diferencia de otras regeneraciones, ocurre mucho tiempo después de la aparente muerte del Doctor, algo que parece ser provocado por la anestesia.
- Mientras rebusca en los armarios buscando ropas, el Doctor se fija momentáneamente en una bufanda larga multicolor, similar a la que llevó el Cuarto Doctor. El Octavo Doctor también le ofrece a un policía una gominola, el dulce favorito del Segundo, el Cuarto y (como se ve en la secuencia de apertura) el Séptimo Doctor. También se ve un diario de 900 años en la TARDIS (un diario de 500 años apareció con el Segundo Doctor).
- Esta es la segunda vez que un Doctor recién regenerado roba su vestuario nuevo de los armarios de un hospital. El Tercer Doctor ya lo había hecho antes en Spearhead from Space, y posteriormente el Undécimo Doctor también robaría su vestuario de un hospital en En el último momento.
- En la trama destaca que se dice que el Doctor es medio humano "por parte de madre". Esto se explicaría más a fondo en diversos libros y cómics, pero no se volvería a mencionar en pantalla.
- Aunque el Doctor ya había pasado por situaciones más o menos románticas en historias como The Aztecs, en esta película es la primera vez que se explora en pantalla el aspecto romántico del Doctor. Esta tendencia continuaría en la nueva serie con el Noveno y el Décimo Doctor.
- En el episodio de 2007 Naturaleza humana, en el que el Doctor muestra dibujos de varias de sus encarnaciones anteriores, el más grande de los dibujos es el del Octavo Doctor. El Octavo Doctor aparecería en imágenes de archivo en El siguiente Doctor (2008), En el último momento, El inquilino (2010) y en El día del Doctor (2013).

#### Los Daleks y el Amo
- Aunque los adversarios más famosos del Doctor, los Daleks, no son vistos en la película, se les oye condenando al Amo a muerte en la secuencia de apertura (diciendo su famoso grito de guerra, "Exterminar", aunque sus voces suenan mucho más agudas que antes).
- Esta es la única aparición de Eric Roberts en el papel del Amo. También sería su última aparición televisiva oficial hasta el episodio de 2007 Utopía. En el episodio siguiente a este, El sonido de los tambores, se dice que los Señores del Tiempo en persona le resucitaron para utilizarle en la Guerra del Tiempo.
- El Amo ya había intentado usar el Ojo de la Armonía antes para conseguir un nuevo juego de regeneraciones en The Deadly Assassin. Los Señores del Tiempo también le ofrecieron nuevas regeneraciones en The Five Doctors, pero su búsqueda continuada de regeneraciones en historias posteriores implica que jamás las recibió.

#### La TARDIS
- Aunque el interior de la TARDIS cambió varias veces durante la serie original, el escenario de la película vio el cambio más drástico, reemplazando los pasillos blancos y el diseño de círculos en la pared con una temática steampunk que recordaba a Julio Verne. En 2005 el interior cambiaría de nuevo, igual de drásticamente. En una entrevista posterior para Doctor Who Magazine, el productor de la serie Russell T Davies reflexionó que el interior de la Tardis puede cambiar de skin, al estilo de Winamp. Esto parece confirmarse en el miniepisodio especial Time Crash donde el Quinto Doctor señala que el Décimo Doctor ha "cambiado el tema de escritorio". Sin embargo, en el serial del Cuarto Doctor, The Masque of Mandragora, se introduce la idea de que la TARDIS tiene como mínimo una sala de control secundario, lo que también confirma el episodio del Undécimo Doctor La mujer del Doctor. La sala de control volvería a cambiar en En el último momento después de que se dañara gravemente tras la regeneración explosiva entre el Décimo y el Undécimo Doctor, quien explicó posteriormente que la TARDIS estaba "reconstruyendo a sí misma", confirmando así cómo se introducían tales cambios en la sala.
- Esta película introduce la idea de colocar elementos terrícolas en los controles de la TARDIS, como un freno de coche de principios del siglo XX, aparentemente utilizado para un motivo similar. Esta idea se usaría de nuevo en los diseños de la consola de 2005 y 2010.
- Según se establece en The Deadly Assassin (1976), el Ojo de la Armonía está en Gallifrey, lo que hace su inclusión en la TARDIS algo peculiar de la película.
- El Ojo parece emitir una especie de "polvo de hada" dorado que resucita a Grace y Chang Lee, y aunque esto era inédito en la serie original y no se explicó en la película, apareció muchas veces en la serie moderna. Entre otras ocasiones, en El momento de la despedida (2005), la energía del Vórtice dentro del cuerpo de Rose que permite controlar la vida y la muerte se muestra como un polvo dorado. Tras las respectivas regeneraciones del Doctor, en La invasión en Navidad (2005) y En el último momento (2010), tanto el Décimo como el Undécimo Doctor emiten este polvo dorado por la boca.
- La referencia del Doctor al Circuito Camaleónico como un "dispositivo de camuflaje" provocó ciertas críticas de los fanes. Como el concepto de "regeneración", el dispositivo ha tenido muchos nombres a lo largo de la historia de la serie. Russell T Davies hizo referencia a estas críticas en el episodio Explosión en la ciudad (2005), cuando en cierto punto Rose Tyler habla de un dispositivo de camuflaje, y el Doctor la corrige.

## Producción

### Preproducción
El productor Philip Segal llevaba varios años intentando lanzar una serie americana de Doctor Who, pero la cadena Fox —la única emisora americana que mostró interés— solo estaba preparada para comprometerse a un solo telefilm. Se esperaba que, si la película tenía éxito, la Fox consideraría una serie. Sin embargo, las audiencias en América no fueron las suficientes para mantener el interés de la Fox.
El presupuesto de la película (según revela el libro Doctor Who: Regeneration) era de cinco millones de dólares, de los cuales Fox ponía dos millones y medio, BBC Television ponía 300 000, y los restantes 2,2 millones se repartían entre BBC Worldwide y Universal Television.

### Casting
Miranda, la mujer de Bruce, fue interpretada por la mujer en la vida real de Eric Roberts, Eliza Roberts.
Los productores recopilaron varias listas de actores para el papel del Doctor. Entre los primeros planes estaban Michael Crawford, Tim Curry, Eric Idle, Billy Connolly, Trevor Eve, Michael Palin, Robert Lindsay y Jonathan Pryce. Unos no estaban interesados y otros no estaban disponibles para la fecha de rodaje.
Los cástines se hicieron en marzo de 1994. Entre los actores que se presentaron se incluyen Liam Cunningham, Mark McGann, Robert Lindsay, Tim McInnerny, Nathaniel Parker, Peter Woodward, John Sessions, Anthony Head y Tony Slattery. Paul McGann fue considerado en la época de estos cástines, pero no se presentó a la audición hasta más tarde.
Anthony Head trabajó más adelante en un cierto número de proyectos relacionados con Doctor Who, entre otros dramáticos de audio, narraciones para Doctor Who Confidential y una aparición en el episodio Reunión Escolar (2006). Tim McInnerny aparecería en la historia de 2008 El planeta de los Ood.

### Producción
La película se rodó en Vancouver, la primera vez que se rodó una historia de Doctor Who en Norteamérica (aunque la historia del Sexto Doctor The Two Doctors se pensó para rodarse en Nueva Orleans, finalmente se rodaría en Sevilla, España). Hasta la fecha es la única producción de Doctor Who montada íntegramente fuera del Reino Unido (todos los demás episodios con imágenes en el extranjero al menos tenían alguna escena de estudio en Reino Unido o el montaje hecho allí).
En el episodio de Doctor Who Confidential de 2005 Weird Science, Sylvester McCoy revela que en la secuencia donde cierra la urna con el destornillador sónico, sujetó la herramienta al revés (aunque en la serie original parecía funcionar en ambas posiciones). El destornillador sónico se emborronó en postproducción para ocultar el fallo. También fue la única vez que el Séptimo Doctor utilizó el destornillador sónico.
El padre del guionista Matthew Jacobs (Anthony Jacobs) interpretó el papel de Doc Holliday en el serial del Primer Doctor de 1966, The Gunfighters, y Matthew de joven visitó el estudio durante la producción.

### Posproducción
La secuencia de apertura anterior a los créditos sufrió varias modificaciones, con varias voces grabadas. En cierto punto se usó la voz del antiguo Amo interpretado por Gordon Tipple, pero esta versión no se utilizó. Tipple aún apareció acreditado como "El viejo Amo", aunque en la edición final su apariencia es muy breve, inmóvil, y muda. Si se hubiera utilizado esa grabación, no hubiera estado claro qué encarnación del Doctor interpretaba Sylvester McCoy (ya que solo se le acreditaba como "El viejo Doctor"). Solo la reescritura de la narración (leída por Paul McGann) estableció claramente el número de regeneraciones. La secuencia de la TARDIS volando en el Vórtice del Tiempo se reutilizó brevemente en la apertura de Doctor Who and the Curse of Fatal Death, mientras que el Amo observa al Doctor de Rowan Atkinson.
En lugar de diseñar un nuevo logo de Doctor Who para la película, se decidió utilizar una versión modificada del logo utilizado en la mayor parte de la era de Jon Pertwee. Este logo, que fue el último utilizado en una emisión "oficial" de Doctor Who antes de la nueva serie de 2005, es hoy en día el más utilizado por la BBC en el merchandising de los ocho primeros Doctores.
John Debney fue contratado para componer la banda sonora de la película, y pretendía reemplazar la composición original de Ron Grainier con una nueva composición. Finalmente, Debney utilizó una versión del tema musical de Grainier, aunque no se le acreditó en los títulos.

## Emisión y recepción
La película se estrenó en la emisora de CITV de Edmonton, Alberta, el 12 de mayo de 1996, dos días antes del estreno de Fox Network.
Las promociones de la película en Fox utilizaban metraje de efectos especiales de la temporada de 1986, The Trial of a Time Lord, aunque ese metraje no aparecía en la película. Fue la primera vez que metraje de la serie original de la BBC se mostró en una cadena nacional americana. Las promociones también utilizaban una versión diferente de la sintonía de Doctor Who que no aparecía en la película.
La película tuvo unas audiencias decepcionantes en Estados Unidos (en parte por la popularidad de los programas a los que se enfrentó, en parte por la poca promoción de la Fox, y en parte por la poca familiaridad de la audiencia norteamericana a la serie británica). Tuvo 5,6 millones de espectadores y un 9 % de share. Sin embargo, cuando se emitió en BBC One en Reino Unido el lunes 27 de mayo de 1996 a las 20:30, trece días después de la emisión americana, tuvo cerca de nueve millones de espectadores solo en Reino Unido (el dramático de mayor audiencia en Gran Bretaña en toda la semana).
El actor que interpretaba al Tercer Doctor, Jon Pertwee, murió unos días después de la emisión norteamericana de la película, y la emisión en el Reino Unido incluyó un epitafio en memoria del actor. El programa se editó para emitirlo en horario infantil, cortándose las escenas en las que se dispara a los amigos de Chang Lee por su violencia (especialmente con la masacre de Dunblane reciente, que ocurrió solo tres meses antes). En la escena de la operación también se cortaron muchas escenas, particularmente el grito de agonía del Séptimo Doctor.

### Premios
La película ganó el Saturn Award de 1996 a la mejor presentación televisiva.

## Lanzamientos comerciales
Inicialmente se proyectó lanzar la película en video unas semanas antes de la emisión para reforzar el interés en el regreso de la serie. Sin embargo, el British Board of Film Classification obligaba a que el lanzamiento en video tuviera las mismas ediciones que la versión emitida, y así la publicación se retrasó a una semana antes de la emisión en BBC One. Cientos de fanes hicieron cola en Londres a medianoche para adquirir una copia lo antes posible, pero, sin embargo, las ventas no fueron elevadas por la emisión inminente.
En 1997, Universal lanzó una versión en Laserdisc exclusivamente en Hong Kong.
La versión sin cortes se publicó en DVD en Reino Unido en 2001, y se relanzó en edición limitada en 2007 como parte de una serie de relanzamientos de la serie clásica que pretendía llamar la atención de los fanes de la nueva serie a los antiguos episodios.
Tanto la versión cortada como la original se han publicado en países como Australia y Nueva Zelanda.
En la caja de DVD de 2010 Revisitations se incluye la película junto a una edición especial con nuevos efectos especiales actualizados. Incluía nuevos comentarios de Paul McGann y Sylvester McCoy, un documental de una hora sobre el tiempo entre la película y la cancelación de la serie en 1989, un documental sobre los siete años que tardó en realizarse el proyecto de la película, un documental sobre las aventuras en cómic del Octavo Doctor, otro sobre los lazos entre Blue Peter y Doctor Who, y todos los contenidos de la edición original, incluyendo los comentarios originales de Geoffrey Sax. El 25 de agosto de 2010, Dan Hall de 2entertain confirmó que esta versión actualizada se publicaría en Norteamérica tras negociaciones con Universal Studios. Dos meses después saldría a la calle la edición americana del DVD, EL 8 de febrero de 2011.